# Ernest opawski
Ernest opawski (ur. ok. 1415, zm. 1464) – książę opawski razem z braćmi w latach 1433–1452, samodzielny książę opawski i ziębicki w latach 1452–1456 (formalnie razem z bratem Przemkiem i bratankami po drugim bracie Wilhelmie). Pochodził z dynastii Przemyślidów.
Ernest był czwartym pod względem starszeństwa synem księcia opawskiego Przemka I i Katarzyny ziębickiej. Po śmierci ojca w 1433 r. jako młodszy z braci znalazł się pod opieką starszych Wacława II, Mikołaja IV i Wilhelma. 
Ernest był osobą niezwykle rozrzutną i ciągle tonął w długach. W 1437 r. po śmierci siostry Agnieszki uzyskał majątek Bilovec i Fulnek, który jednak szybko rozprzedał. 
Śmierć w 1452 r. Wilhelma uczyniła z Ernesta głową rodu opawskich Przemyślidów i opiekunem dzieci po bracie - trzech bratanków (Fryderyk, Wacław III i Przemek III) i dwóch bratanic (Katarzyny i Anny). Jako opiekun Ernest spisał się jak najgorzej, sprzedając w 1456 r. księstwo ziębickie Jerzemu z Podiebradów. Jednocześnie nie oglądając się na przyszłe losy bratanków zastawił książętom opolskim razem z młodszym bratem Przemkiem II Opawę z przyległościami za sumę 28000 dukatów. Suma była wystarczająco duża by żadnego z Przemyślidów nie byłoby już stać na wykup zastawu. W 1464 r. Ernest wraz z bratem i bratankami ostatecznie zrezygnował z próby odzyskania Opawy przekazując wszelkie prawa do zastawu władcy czeskiemu Jerzemu z Podiebradów (który wcześniej nie zgodził się na przejęcie księstwa przez księcia opolskiego Jana II Dobrego. 
Ernest - ostatni książę Opawy zmarł w 1464 r. Nie ożenił się i nie pozostawił potomstwa.